# پروخودنویه
پروخودنویه (انگلیسی: Prokhodnoye) یک شهرک در بخش کوروچانسکی استان بلگورود کشور روسیه است.